# Passiflora garckei
Passiflora garckei je biljna vrsta iz porodice Passifloraceae.